# White Rose Movement
White Rose Movement — пост-панк/электро-группа из Лондона, Англия. Группа названа в честь немецкого антифашистского движения сопротивления «Белая роза». Они смешивают пост-панк стиль и ранние группы жанра, такие как Joy Division, Killing Joke и The Chameleons со стилем «Новая романтика» напоминая такие группы как Duran Duran, Depeche Mode и A Flock of Seagulls, а также с более современными электроклэш и постпанк-ривайвл.

## Состав группы
- Финн Вайн (вокал)
- Джаспер Милтон (гитара)
- Оуэн Дайк (бас)
- Поппи-Корби Туек (клавишные)
- Эдвард Харпер (ударные)

## Дискография

### Альбомы
- Kick (CD/Digipak CD/LP) 2006 UK #106

### Синглы
- Love Is A Number (2x7") December 2006 (переиздание) UK #136
- London's Mine/Testcard Girl (CD/7") Июль 2006 UK #96
- Girls In The Back (CD/7") Апрель 2006 UK #77
- Alsatian (CD/7") Октябрь 2005 UK #54
- Love Is A Number (CD/7") Июль 2005 UK #117